# Preja
Preja je linijska tekstilna tvorba vzporejenih vlaken namenjena za uporabo v proizvodnji tekstila, tkanja, pletenja, kvačkanja, šivanja in vezenja. Prejo lahko proizvajamo ročno ali strojno. Moderna proizvodnja prej v svojem tehnološkem procesu zahteva tudi ustrezno poobdelavo, kot sta parafiniranje in aviviranje.
Predivna preja je izdelana s posredovanjem vitja vzporejenim vlaknom ali z drugim načinom vezave vlaken v kohezivno tvorbo vlaken. Vitje vlaken v prejo se imenuje predenje. Začetki predenja so bili že v Paleolitiku. Predenje je bilo eno prvih industrijskih proizvodenj. Predivna preja je lahko sestavljena iz ene vrste vlaken ali pa je mešanica različnih tipov vlaken. Kombiniranje sintetičnih vlaken (ki imajo visoko trdnost) z naravnimi vlakni (z dobro absorbcijo vlage) je pogosto in primerno za oblačilno in modno industrijo. Najpogostejše mešanice so bombaž-poliester in volna-akril. Mešanice različnih naravnih vlaken so pogoste posebej z dražjimi vlakni kot so lan, angora in kašmir. 
Preje se med sabo lahko tudi posukajo in dobimo debelejše sukane preje ali sukance. V odvisnosti od smeri vitja poznamo levo vite (s-vitje) ali desno vite (z-vitje) sukance.
Filamentne preje so sestavljene iz medsebojno posukanih kapilar. Poznamo monofilamentne preje (ena kapilara) in multikapilarne preje (več kapilar). Uporabljajo se za industrijske, dekorativne in okrasne namene. Svila je naravni monofilament.
Teksturirane preje so izdelane v procesu kodranja in voluminiziranja. Ta preja ima specifičen izgled površine in izboljšane termoizolacijske lastnosti.